# تايجر 131
تايجر 131 هي دبابة تايجر 1 ألمانية ثقيلة استول عليها فوج الدبابات الملكي البريطاني الثامن والأربعون في تونس خلال الحرب العالمية الثانية. تم حفظها في متحف الدبابات في مدينة بوفينجتون بإنجلترا، وتعتبر دبابة تايجر 1 العاملة الوحيدة في العالم.

## روابط خارجية
- متحف الدبابات بوفينجتون، إنجلترا